# Herb gminy Budziszewice
Herb gminy Budziszewice – symbol gminy Budziszewice, ustanowiony 30 listopada 2017.

## Wygląd i symbolika
Herb przedstawia na tarczy  w polu złotym czerwony mur obronny z przejazdem i wieżą o trzech zębach blankowania. W przejeździe muru godło herbu Kopacz – czarne skrzydło sępie na szponie złotym.